# Jürgen Macho
Jürgen Macho (Leoben, 24. kolovoza 1977.), austrijski nogometni trener i umirovljeni nogometni vratar. U prosincu 2015. godine je Macho postao novi trener vratara First Vienne.